# Christian Ramirez
Christian Ramirez (* 4. April 1991 in Santa Ana, Kalifornien) ist ein US-amerikanischer Fußballspieler kolumbianischer Abstammung. Der auf der klassischen Position des Mittelstürmers spielende Ramirez steht bei LA Galaxy in der Major League Soccer unter Vertrag. Er absolvierte im Jahr 2019 zwei Länderspiele für die Nationalmannschaft der Vereinigten Staaten.

## Karriere

### Verein
Christian Ramirez wurde als Sohn von kolumbianischen Eltern die zuvor in die USA emigriert waren, in Santa Ana, Kalifornien geboren. Er besuchte die La Quinta High School in Westminster, in der Nähe seiner Heimatstadt Garden Grove. Hier begann er mit dem Fußball zuspielen. Danach spielte er für die Irvine Strikers, Pateadores und San Diego Surf. Ab 2009 studierte er an der University of California in Santa Barbara. Mit der College-Mannschaft die unter dem Namen „Gauchos“ antritt, spielte er in der NCAA Division I. Seine weitere College-Zeit verbrachte er ab 2011 in Kalifornien bei den „Eagles“ an der Concordia University in Irvine. In der NCAA Division II gelangen ihm als Stürmer in den folgenden zwei Jahren in 42 Spielen 41 Tore. In dieser Zeit spielte er nebenbei in der Stadt für Orange County Blue Star in der USL League Two.
Im Jahr 2013 unterschrieb Ramirez einen Vertrag bei den Charlotte Eagles aus der USL Championship. Sein Debüt für die Mannschaft gab er in einem Spiel gegen Antigua Barracuda FC, in dem er sein erstes Profitor erzielte und in das USL Pro Team of the Week berufen wurde. Ramirez beendete die reguläre Saison mit 8 Toren und 5 Vorlagen. Er setzte seine Form in der Play-offs fort und erzielte vier Tore. Mit den „Eagles“ erreichte er nach Platz fünf in der regulären Saison das Play-off-Finale der USL Championship, wo sie gegen Orlando City verloren. Nach der persönlich starken Spielzeit 2013 gab im Januar 2014 Minnesota United bekannt, dass sie Ramirez für die North American Soccer League verpflichtet haben. Ab 2017 spielte er mit Minnesota in der Major League Soccer. Während der laufenden Saison 2018 wurde Ramirez zum Los Angeles FC transferiert. Für das Franchise war es die erste reguläre Saison in der MLS. Nach zwei Jahren wurde er nach Houston Dynamo getradet.
Am 28. Juni 2021 unterschrieb Ramirez einen Vertrag beim schottischen Erstligisten FC Aberdeen.
Am 19. Januar 2023 schloss sich Ramirez Columbus Crew aus der Major League Soccer mit einem Zweijahresvertrag an. Mit diesen gewann er dann den MLS Cup und den Leagues Cup und erzielte in seinen beiden Regular Seasons, in welchen er mit der Mannschaft immer die Play-offs erreichte, jeweils acht Treffer. Im Februar 2025 wechselte er zu LA Galaxy.

### Nationalmannschaft

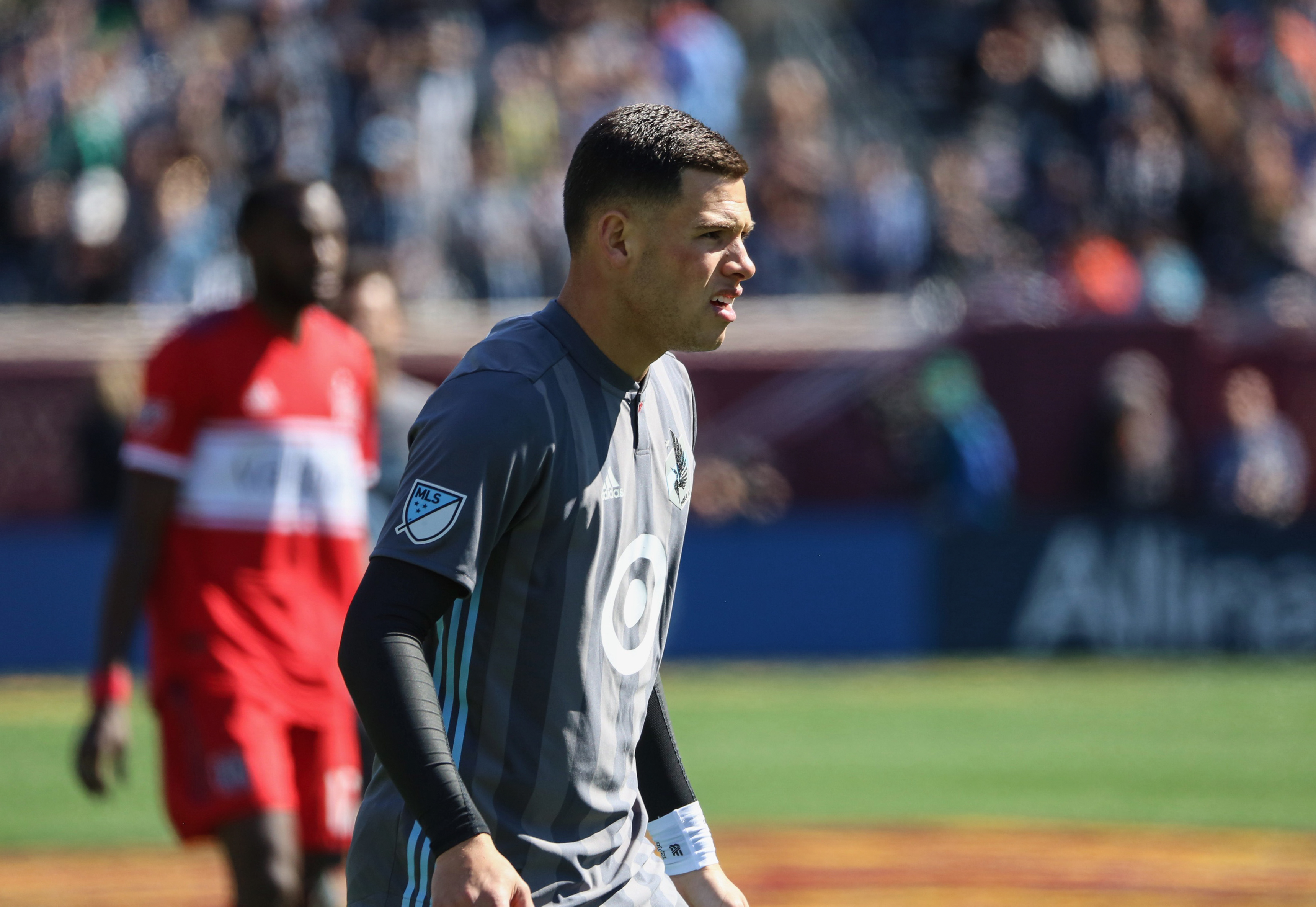
Ramirez in einem Spiel für Minnesota United

Im Januar 2018 erhielt Ramirez erstmals eine Berufung für die US-amerikanische Fußballnationalmannschaft für ein Freundschaftsspiel gegen Bosnien und Herzegowina. Aber erst ein Jahr später, im Januar 2019 kam er gegen Panama erstmals als Einwechselspieler zum Einsatz. Er erzielte nach seiner Einwechslung für Gyasi Zardes sein erstes Tor für die A-Nationalmannschaft als er zum 3:0-Endstand traf. Einen Monat später kam er zu seinem bis dato letzten Spiel für die USA gegen Costa Rica, in dem er ohne eigenes Tor blieb.